# La Selve, Aisne
La Selve là một xã ở tỉnh Aisne, vùng Hauts-de-France thuộc miền bắc nước Pháp.